# Gewichtschijf

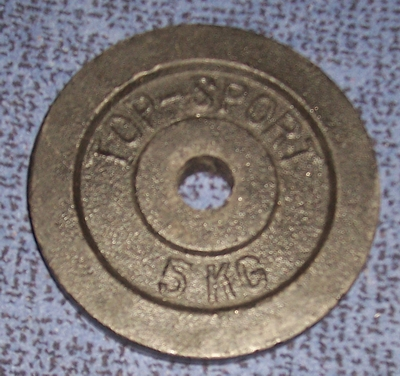
Gewichtschijf

Een gewichtschijf, ook wel gewichtsschijf genoemd, is een meestal ronde schijf die bevestigd kan worden aan een barbell of aan een dumbbell om er zodoende gewicht op aan te brengen en om het gewicht te verhogen of (later weer) te verlagen.
De schijven zijn meestal van gietijzer en de grotere schijven zijn vaak een rond gewicht, bijvoorbeeld 5, 10 of 20 kg. Sommige gewichtschijven hebben een plastic of rubberen buitenkant en zijn meestal gevuld met zand of met een zwaar steenachtig gruismateriaal.
De dumbbell of barbell waaraan de schijven bevestigd worden weegt vaak ook al een aantal kilo's. Bij een dumbbell gemiddeld zo'n 2,5 kg en bij een barbell vaak 10, 20 of soms zelfs 30 kg.